# Tage Giron
Tage Giron, född 22 december 1922 i Karlskrona, död 12 augusti 2004 i Saltsjöbaden, var en svensk skeppsmäklare och författare. 

## Biografi
Giron var son till konteramiral Marc Giron och bror till ambassadören Marc Giron. I en ålder av fem år flyttade hans familj till Stockholm där han började på Dagmar Baeckströms förberedande skola, han genomgick sedan en fyraårig gymnasieutbildning, först vid Östra Real varefter hans föräldrar valde att placera honom på Solbacka Internatläroverk. På Solbacka ska han ha varit utsatt för mobbning, vilket fick honom att avsluta sina studier där för fortsatta studier vid Beskowska skolan i Stockholm där han sedermera avlade studentexamen.
Giron avlade studentexamen 1942 och utexaminerades från Schartaus handelsinstitut 1946. Han tjänstgjorde vid rederier och skeppsmäklerier 1946–1954 och var verkställande direktör för Tage Giron AB från 1954.
Giron debuterade år 1963 som författare med Maskerad, som författare skrev han ett flertal deckare liksom prosa. Tage Giron är gravsatt i minneslunden på Skogsö kyrkogård.

## Priser och utmärkelser
- Sherlock-priset 1966 för Gift in i döden